# Leichtathletik-Weltmeisterschaften 2007/Kugelstoßen der Männer

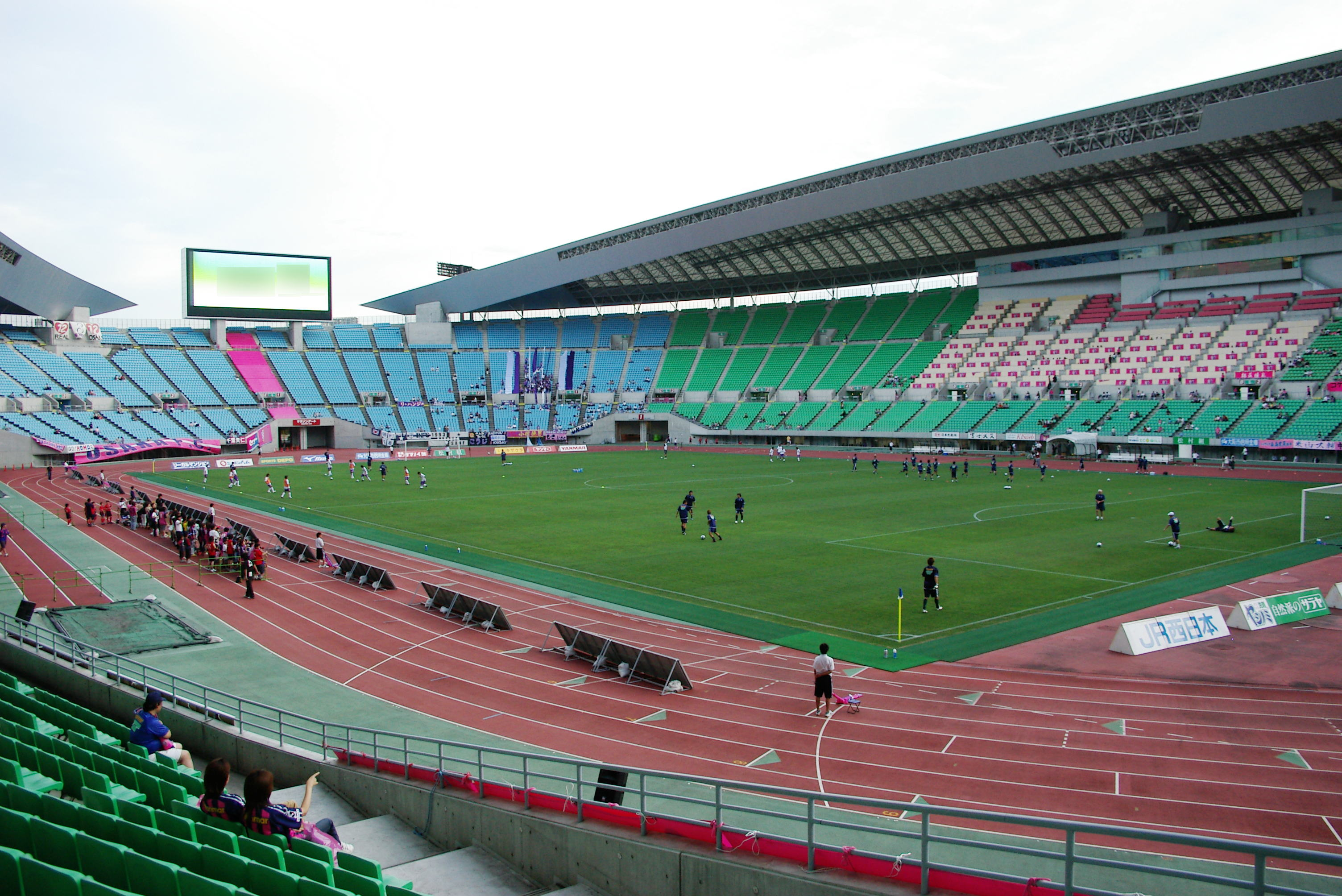
Das Nagai-Stadion in Osaka im Jahr 2004

Das Kugelstoßen der Männer bei den Leichtathletik-Weltmeisterschaften 2007 wurde am 25. August 2007 im Nagai-Stadion der japanischen Stadt Osaka ausgetragen.
In diesem Wettbewerb errangen die Kugelstoßer aus den Vereinigten Staaten einen Doppelsieg. Weltmeister wurde Reese Hoffa. Er gewann vor dem Titelverteidiger und Olympiasieger von 2004 Adam Nelson, der außerdem dreimal Silber gewonnen hatte: bei den Olympischen Spielen 2000, den Weltmeisterschaften 2001 und den Weltmeisterschaften 2003. Bronze ging an den niederländischen Vizeweltmeister von 2005 und EM-Dritten von 2006 Rutger Smith, der hier im Diskuswurf drei Tage später eine weitere Bronzemedaille errang.

## Bestehende Rekorde
| Weltrekord               | 23,12 m | Randy Barnes   | Los Angeles, USA        | 20. Mai 1990    |
| Weltmeisterschaftsrekord | 22,23 m | Werner Günthör | WM 1987 in Rom, Italien | 29. August 1987 |

Der seit 1987 bestehende WM-Rekord wurde bei diesen Weltmeisterschaften nicht eingestellt und nicht verbessert.

## Doping
Als Mehrfachtäter wurde der Belarusse Andrej Michnewitsch, der mit 21,27 m auf den dritten Platz gekommen war, vom 26. Dezember 2012 an lebenslang gesperrt. Zahlreiche seiner Medaillen musste er zurückgeben, viele seiner Resultate wurden ihm aberkannt, darunter das Ergebnis von diesen Weltmeisterschaften.
Benachteiligt wurden vor allem drei Athleten:
- Rutger Smith, Niederlande – Er erhielt seine Bronzemedaille erst weit nach Abschluss dieser Veranstaltung und konnte nicht an der Siegerehrung teilnehmen.
- Dylan Armstrong, USA – Ihm hätten als Achtplatziertem im Finale drei weitere Versuche zugestanden.
- Anton Luboslawski, Russland – Er hätte als nach der Qualifikation Gesamtzwölfter am Finale teilnahmen können.

## Legende
Kurze Übersicht zur Bedeutung der Symbolik – so üblicherweise auch in sonstigen Veröffentlichungen verwendet:
| – | verzichtet                            |
| x | ungültig                              |
| r | Wettkampf nicht fortgesetzt (retired) |

## Qualifikation
25. August 2007, 10:00 Uhr
39 Teilnehmer traten in zwei Gruppen zur Qualifikationsrunde an. Die Qualifikationsweite für den direkten Finaleinzug betrug 20,20 m. Acht Athleten übertrafen diese Marke (hellblau unterlegt). Das Finalfeld wurde mit den vier nächstplatzierten Sportlern auf zwölf Wettbewerber aufgefüllt (hellgrün unterlegt). So mussten schließlich 19,92 m für die Finalteilnahme erbracht werden.

### Gruppe A
| Platz | Name                          | Nation                  | Resultat (m) | 1. Versuch (m) | 2. Versuch (m) | 3. Versuch (m) | Anmerkung                              |
| 1     | Adam Nelson                   | USA                     | 20,81        | x              | 20,89          | –              |                                        |
| 2     | Joachim Olsen                 | Dänemark                | 20,62        | 20,62          | –              | –              |                                        |
| 3     | Jury Bjalou                   | Belarus                 | 20,26        | x              | 20,26          | –              |                                        |
| 4     | Tomasz Majewski               | Polen                   | 20,25        | x              | 20,25          | –              |                                        |
| 5     | Dorian Scott                  | Jamaika                 | 20,01        | 19,90          | 20,01          | 19,87          |                                        |
| 6     | Anton Luboslawski             | Russland                | 19,91        | x              | 19,74          | 19,91          | eigentlich für das Finale qualifiziert |
| 7     | Yves Niaré                    | Frankreich              | 19,62        | 19,24          | 19,62          | 19,53          |                                        |
| 8     | Milan Haborák                 | Slowakei                | 19,55        | 19,50          | 19,55          | x              |                                        |
| 9     | Mika Vasara                   | Finnland                | 19,55        | 19,40          | 18,91          | 19,55          |                                        |
| 10    | Pawel Lyschyn                 | Belarus                 | 19,45        | x              | x              | 19,35          |                                        |
| 11    | Navpreet Singh                | Indien                  | 19,35        | 19,00          | 19,34          | 19,35          |                                        |
| 12    | Sultan Abdulmajeed al-Habashi | Saudi-Arabien           | 19,20        | 19,20          | x              | x              |                                        |
| 13    | Germán Lauro                  | Argentinien             | 19,19        | 19,19          | x              | 18,67          |                                        |
| 14    | Marco Antonio Verni           | Chile                   | 18,68        | x              | x              | 18,68          |                                        |
| 15    | Noah Bryant                   | USA                     | 18,58        | x              | 18,58          | x              |                                        |
| 16    | Antonín Žalský                | Tschechien              | 18,50        | 18,41          | 18,50          | x              |                                        |
| 17    | Ion Emilianov                 | Moldau                  | 18,47        | 18,15          | 17,70          | 18,47          |                                        |
| NM    | Peter Sack                    | Deutschland             | ogV          | x              | r              |                |                                        |
| NM    | Hamza Alić                    | Bosnien und Herzegowina | ogV          | x              | x              | x              |                                        |
| DNS   | Dragan Perić                  | Serbien                 |              |                |                |                |                                        |

In der Qualifikation aus Gruppe A ausgeschiedene Kugelstoßer:

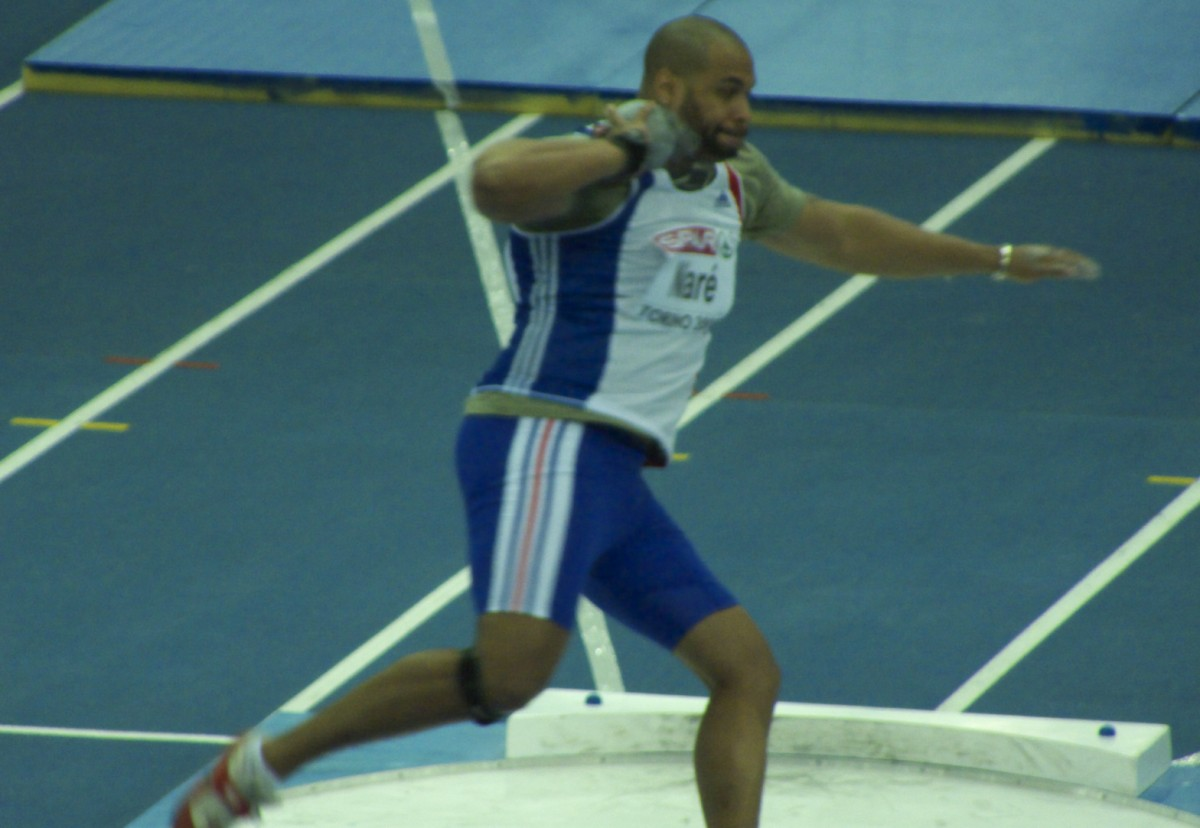
Yves Niaré Rang sieben mit 19,62 m
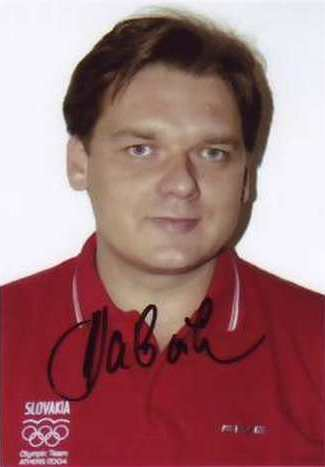
Milan Haborák Rang acht 19,55mit  m
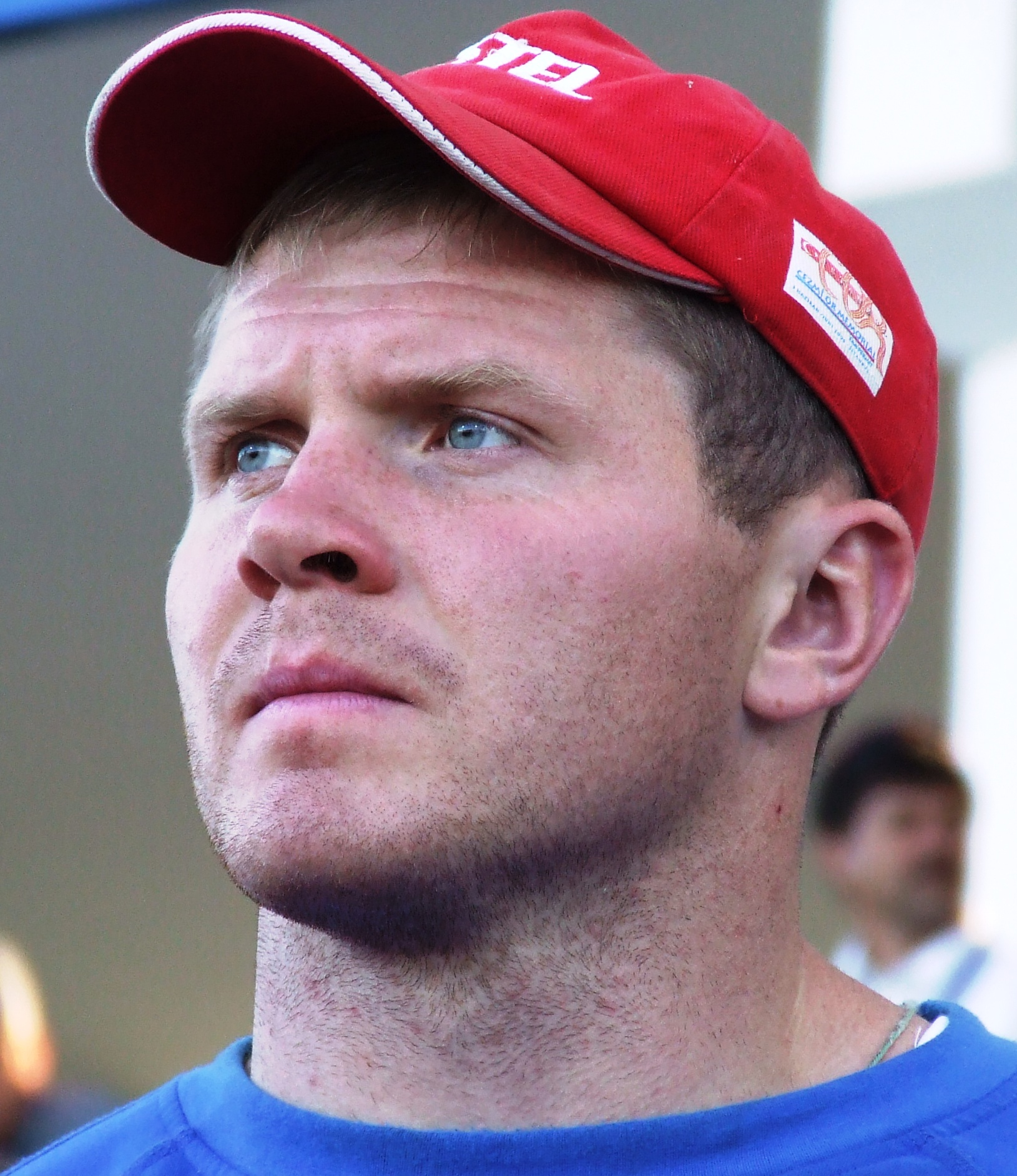
Pawel Lyschyn Rang zehn mit 19,45 m

### Gruppe B
| Platz | Name                     | Nation            | Resultat (m)              | 1. Versuch (m)            | 2. Versuch (m)            | 3. Versuch (m)            |
| 1     | Rutger Smith             | Niederlande       | 21,04                     | 21,04                     | –                         | –                         |
| 2     | Reese Hoffa              | USA               | 20,89                     | 20,89                     | –                         | –                         |
| 3     | Ralf Bartels             | Deutschland       | 20,33                     | 19,91                     | 20,33                     | –                         |
| 4     | Dylan Armstrong          | USA               | 20,07                     | 18,62                     | 20,07                     | 19,65                     |
| 5     | Miroslav Vodovnik        | Slowenien         | 19,97                     | 19,51                     | 19,97                     | 19,11                     |
| 6     | Pawel Sofjin             | Russland          | 19,92                     | 19,43                     | 19,92                     | 19,68                     |
| 7     | Scott Martin             | Australien        | 19,81                     | 19,71                     | 19,81                     | x                         |
| 8     | Mikuláš Konopka          | Slowakei          | 19,63                     | 18,78                     | x                         | 19,63                     |
| 9     | Petr Stehlík             | Tschechien        | 19,51                     | 19,25                     | x                         | 19,51                     |
| 10    | Robert Häggblom          | Finnland          | 19,29                     | x                         | 19,29                     | x                         |
| 11    | Māris Urtāns             | Lettland          | 19,17                     | x                         | x                         | 19,17                     |
| 12    | Khalid Habash al-Suwaidi | Katar             | 19,09                     | 19,09                     | 18,80                     | 18,75                     |
| 13    | Nedžad Mulabegović       | Kroatien          | 18,69                     | 18,69                     | x                         | x                         |
| 14    | Milan Jovanović          | Serbien           | 18,57                     | 18,57                     | x                         | x                         |
| 15    | Chang Ming-huang         | Chinesisch Taipeh | 18,53                     | 18,53                     | 18,08                     | 18,48                     |
| 16    | Daniel Taylor            | USA               | 18,45                     | x                         | x                         | 18,45                     |
| 17    | Satoshi Hatase           | Japan             | 17,71                     | 17,30                     | 17,71                     | 17,42                     |
| 18    | Lajos Kürthy             | Ungarn            | 17,56                     | 17,56                     | 17,43                     | x                         |
| NM    | Manuel Martínez          | Spanien           | ogV                       | x                         | x                         | x                         |
| DOP   | Andrej Michnewitsch      | Belarus           | für das Finale zugelassen | für das Finale zugelassen | für das Finale zugelassen | für das Finale zugelassen |

In der Qualifikation aus Gruppe B ausgeschiedene Kugelstoßer:

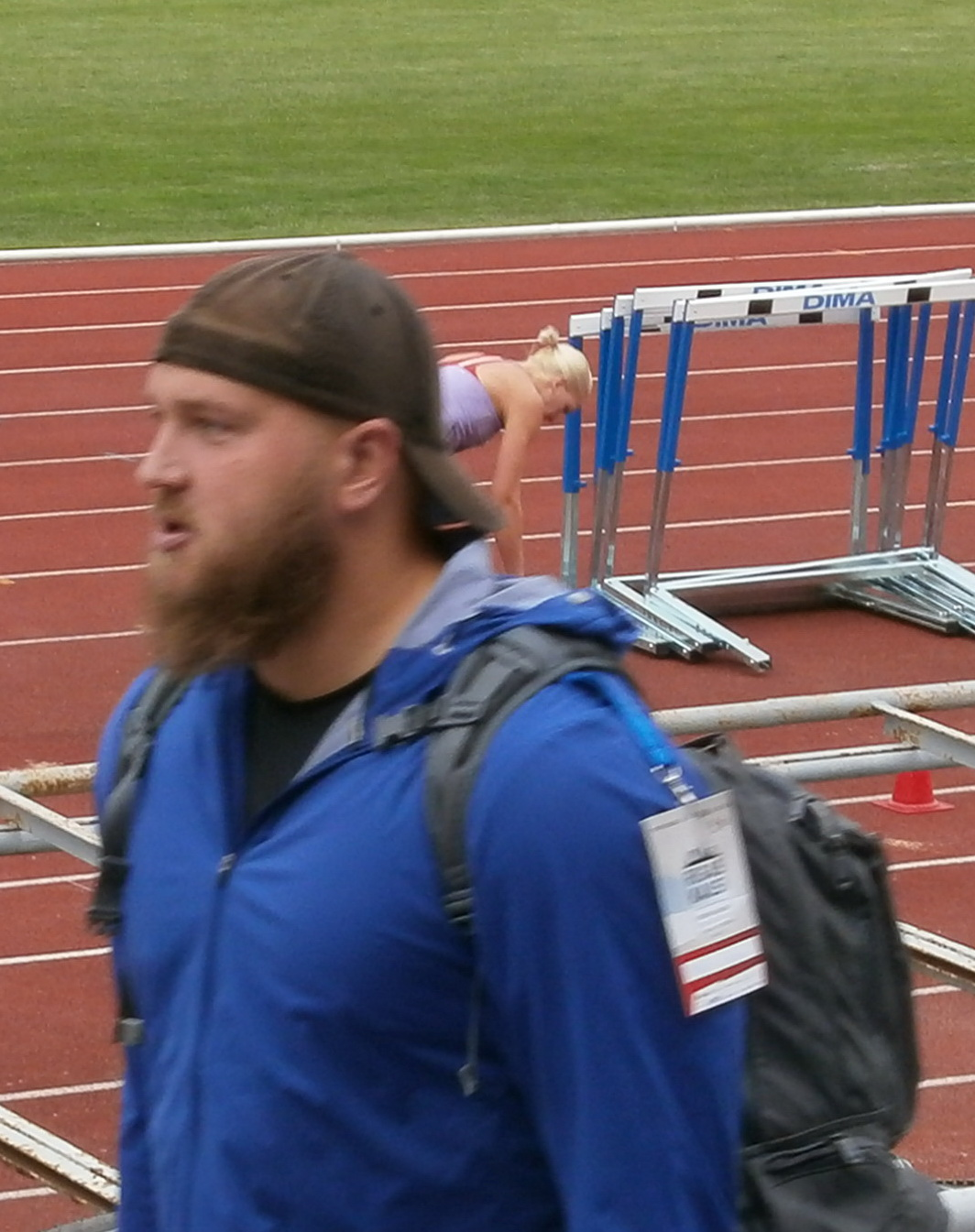
Māris Urtāns Rang elf mit 19,17 m
Chang Ming-huang Rang fünfzehn mit 18,53 m
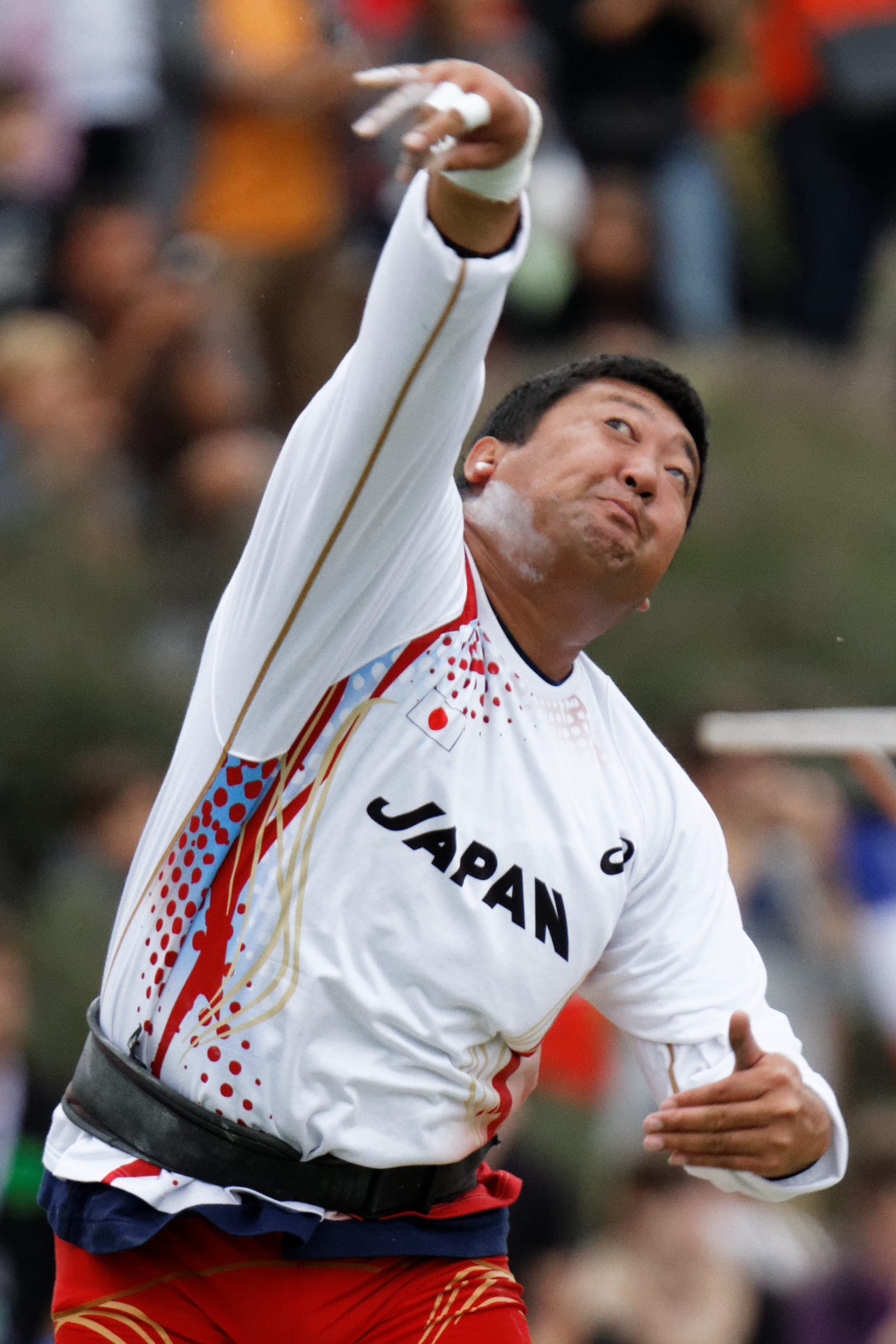
Satoshi Hatase Rang siebzehn mit 17,71 m
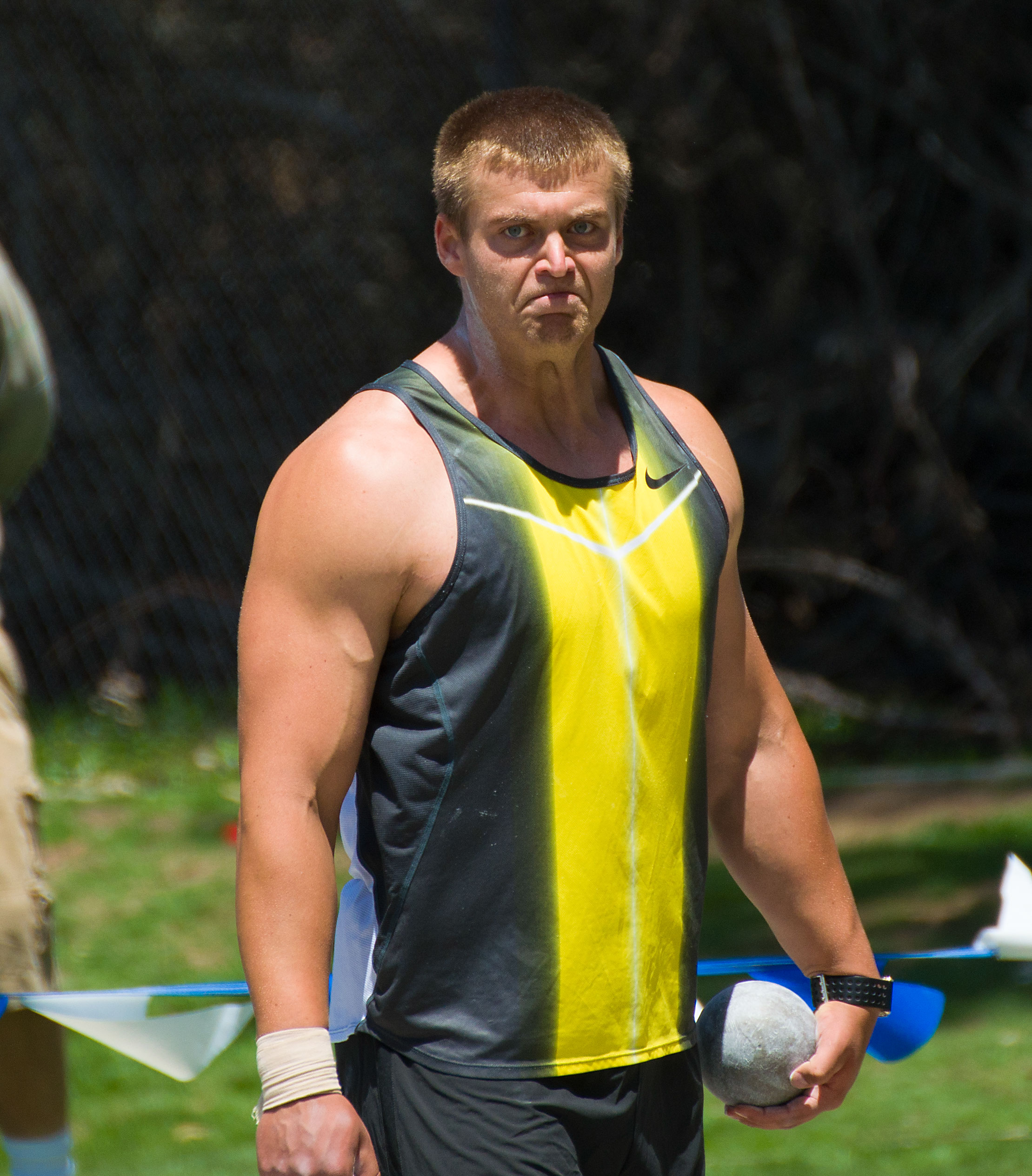
Lajos Kürthy Rang achtzehn mit 17,56 m
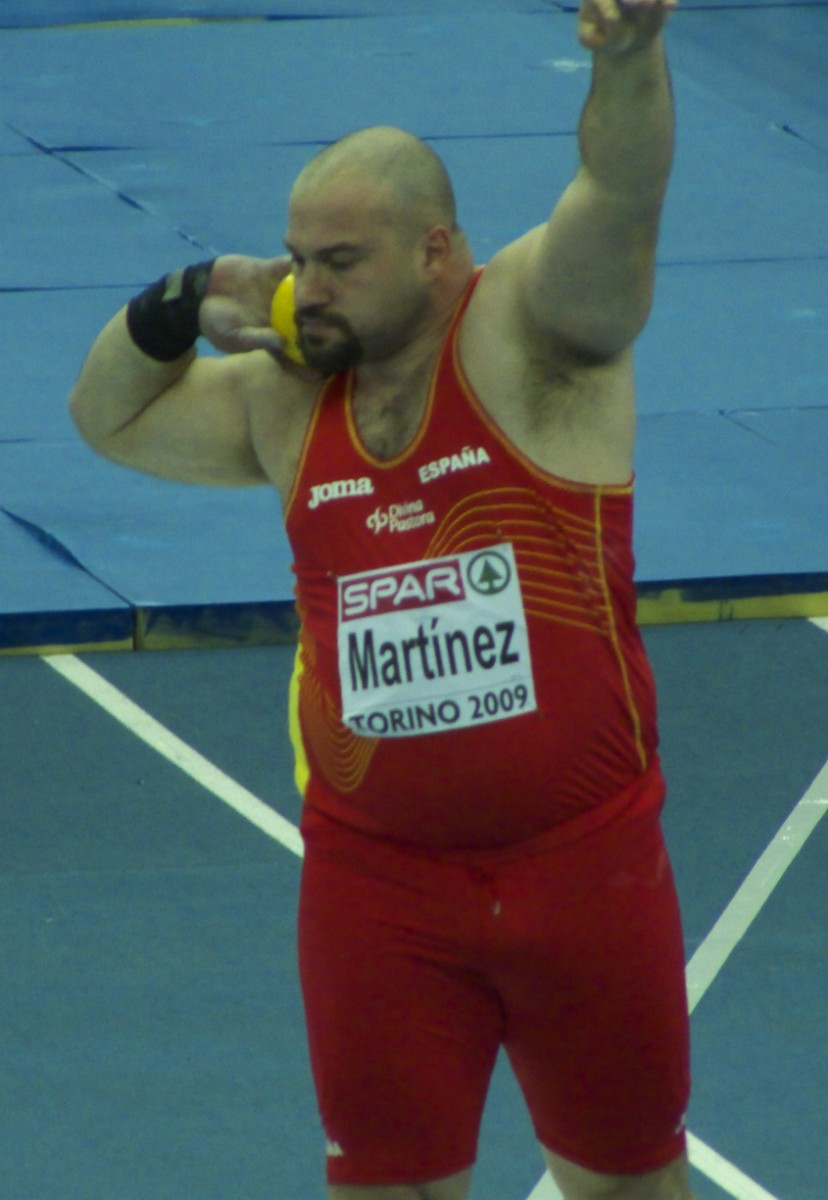
Manuel Martínez ohne gültigen Versuch

## Finale
25. August 2007, 20:40 Uhr
| Platz | Name                | Nation      | Resultat (m) | 1. Versuch (m) | 2. Versuch (m) | 3. Versuch (m) | 4. Versuch (m)                                | 5. Versuch (m)                                | 6. Versuch (m)                                |
| 1     | Reese Hoffa         | USA         | 22,04        | 21,81          | 21,64          | 22,04          | x                                             | 21,92                                         | 21,58                                         |
| 2     | Adam Nelson         | USA         | 21,61        | 21,47          | 21,61          | x              | x                                             | x                                             | x                                             |
| 3     | Rutger Smith        | Niederlande | 21,13        | 20,90          | 21,13          | 20,90          | x                                             | x                                             | x                                             |
| 4     | Tomasz Majewski     | Polen       | 20,87        | 20,35          | x              | 20,37          | 20,41                                         | 20,07                                         | 20,87                                         |
| 5     | Miroslav Vodovnik   | Slowenien   | 20,67        | 19,85          | 20,42          | x              | 20,67                                         | 20,25                                         | x                                             |
| 6     | Ralf Bartels        | Deutschland | 20,45        | 20,02          | 20,34          | x              | 20,40                                         | 20,45                                         | 20,09                                         |
| 7     | Jury Bjalou         | Belarus     | 20,34        | 20,34          | x              | x              | x                                             | x                                             | 20,34                                         |
| 8     | Dylan Armstrong     | USA         | 20,23        | 20,22          | 20,23          | 19,94          | eigentlich zu drei weiteren Stößen berechtigt | eigentlich zu drei weiteren Stößen berechtigt | eigentlich zu drei weiteren Stößen berechtigt |
| 9     | Pawel Sofjin        | Russland    | 19,62        | 19,62          | x              | x              | nicht im Finale der besten acht Kugelstoßer   | nicht im Finale der besten acht Kugelstoßer   | nicht im Finale der besten acht Kugelstoßer   |
| NM    | Dorian Scott        | Jamaika     | ogV          | x              | x              | x              | nicht im Finale der besten acht Kugelstoßer   | nicht im Finale der besten acht Kugelstoßer   | nicht im Finale der besten acht Kugelstoßer   |
| NM    | Joachim Olsen       | Dänemark    | ogV          | x              | x              | x              | nicht im Finale der besten acht Kugelstoßer   | nicht im Finale der besten acht Kugelstoßer   | nicht im Finale der besten acht Kugelstoßer   |
| DOP   | Andrej Michnewitsch | Belarus     |              |                |                |                |                                               |                                               |                                               |

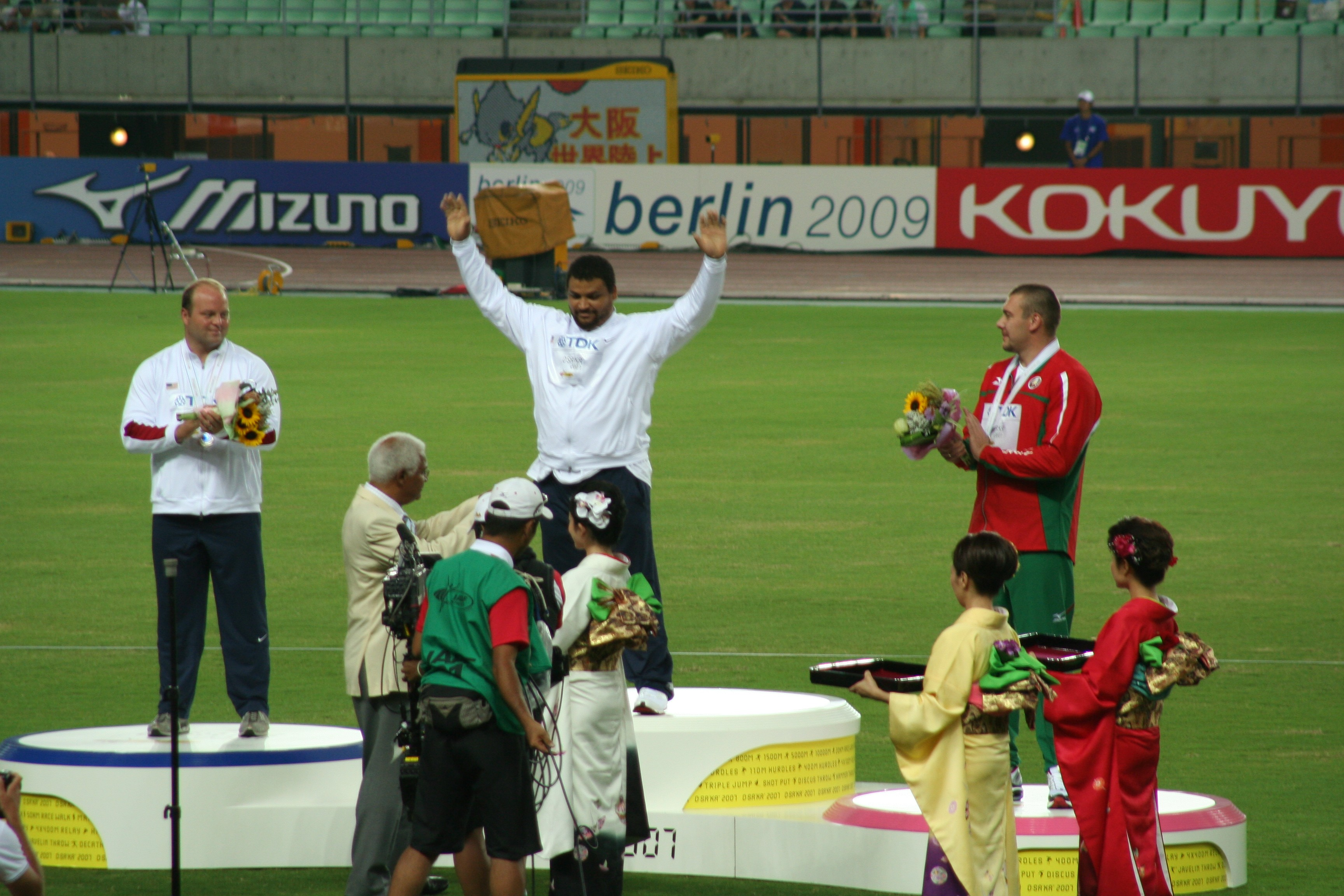
Die Siegerehrung (rechts der später disqualifizierte Andrej Michnewitsch)
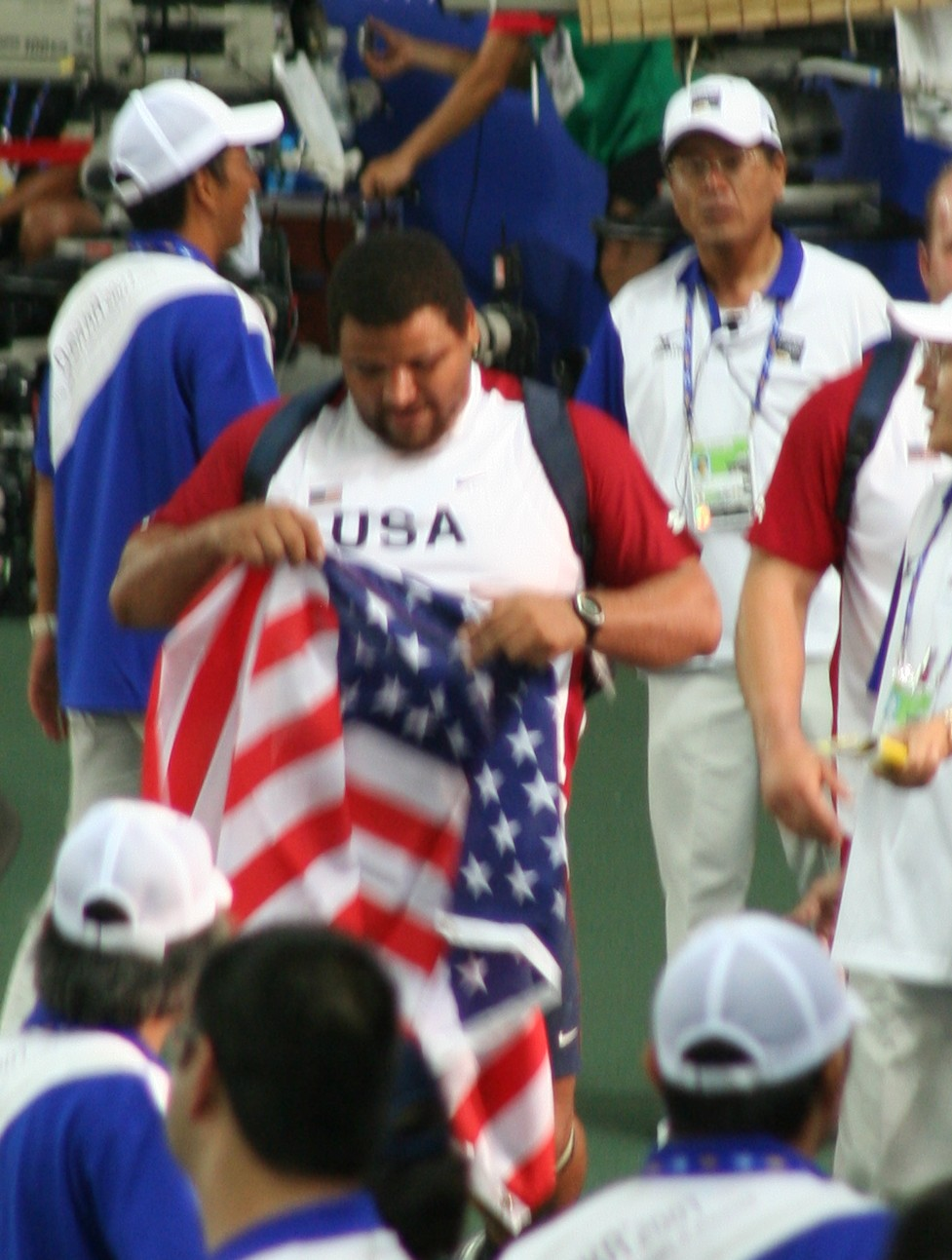
Weltmeister Reese Hoffa
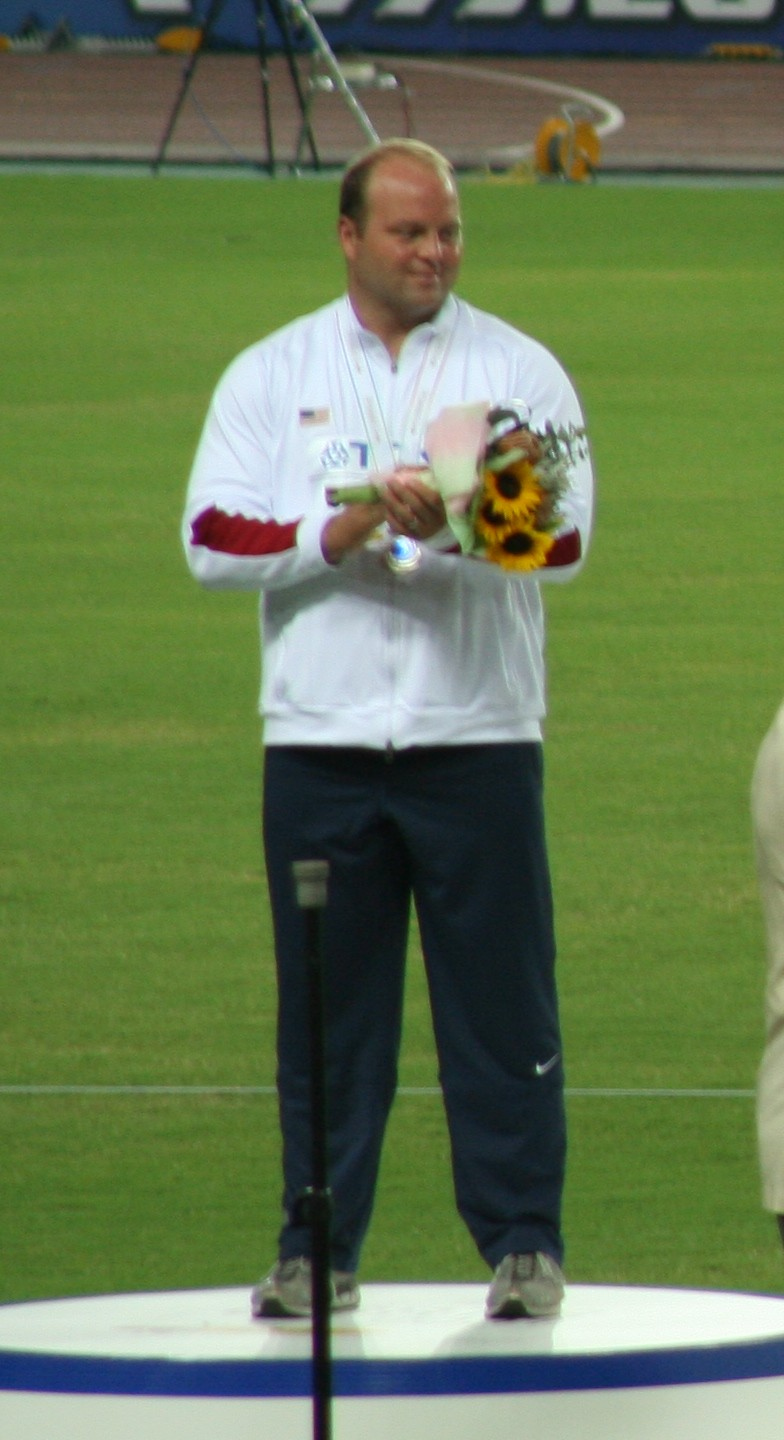
Zum dritten Mal Vizeweltmeister nach 2001 und 2003: der Titelverteidiger, Olympiasieger von 2004 und Olympiazweite von 2000 Adam Nelson

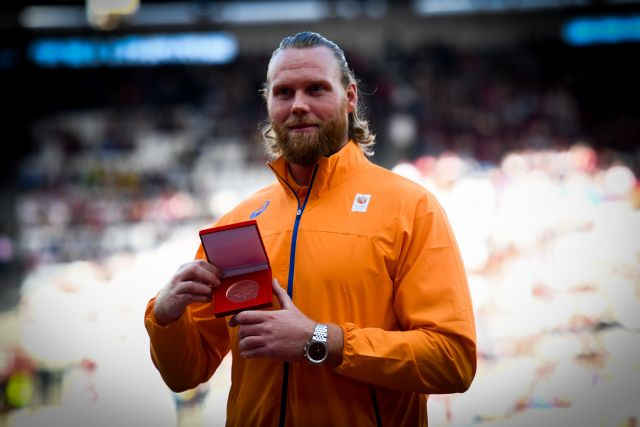
Rutger Smith, Vizeweltmeister von 2005 und EM-Dritter von 2006, als er im Jahr 2017 endlich seine Bronzemedaille erhielt
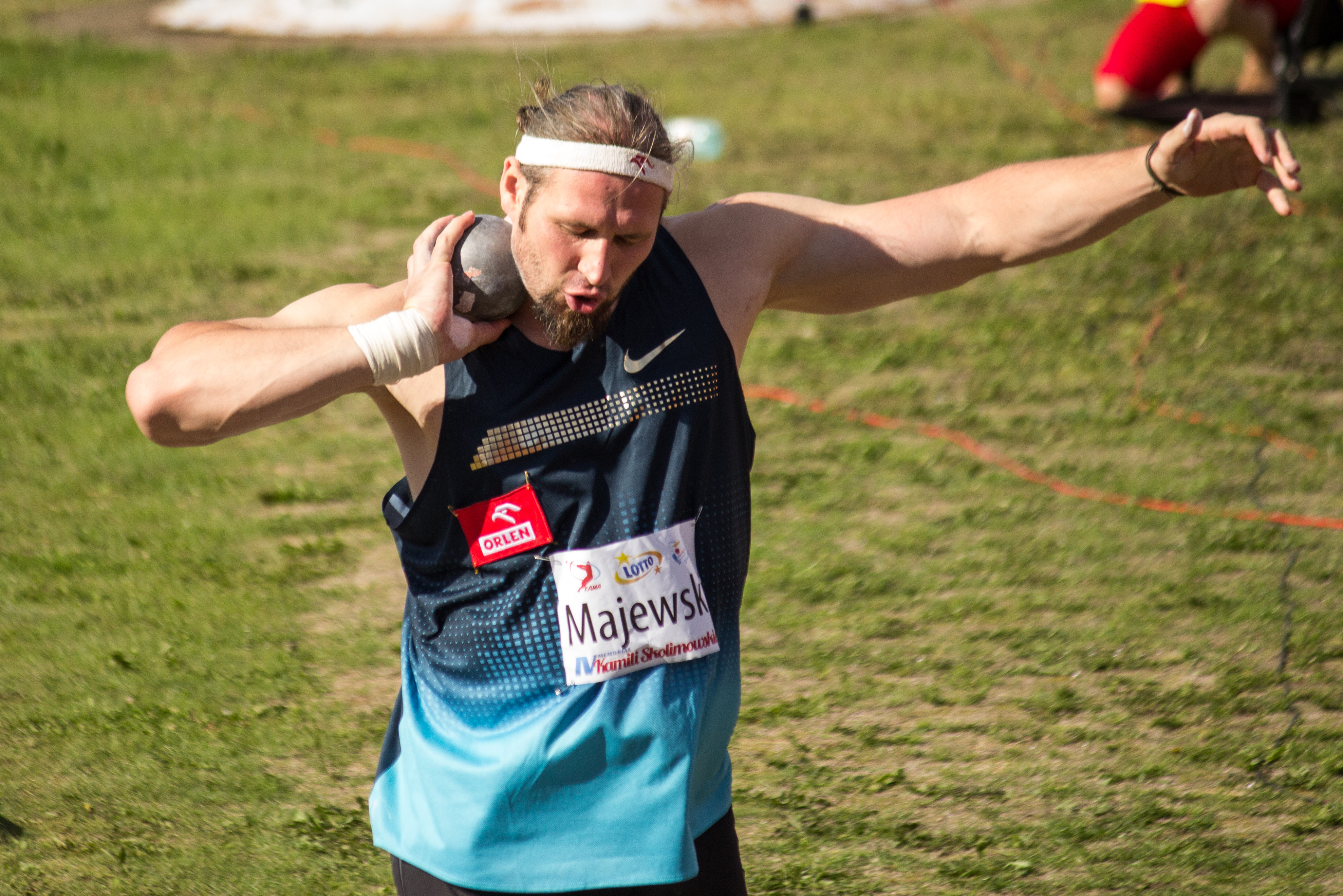
Tomasz Majewski belegte Rang vier
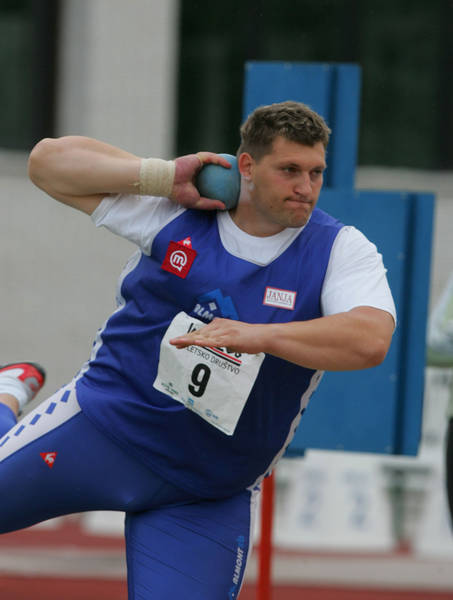
Miroslav Vodovnik kam auf den fünften Platz
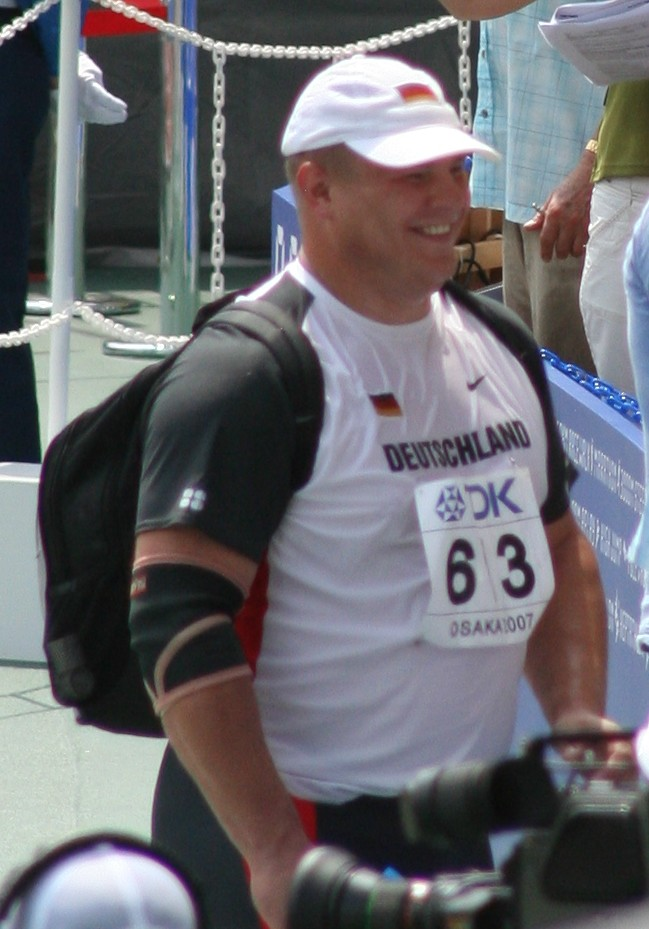
Ralf Bartels erreichte Platz sechs
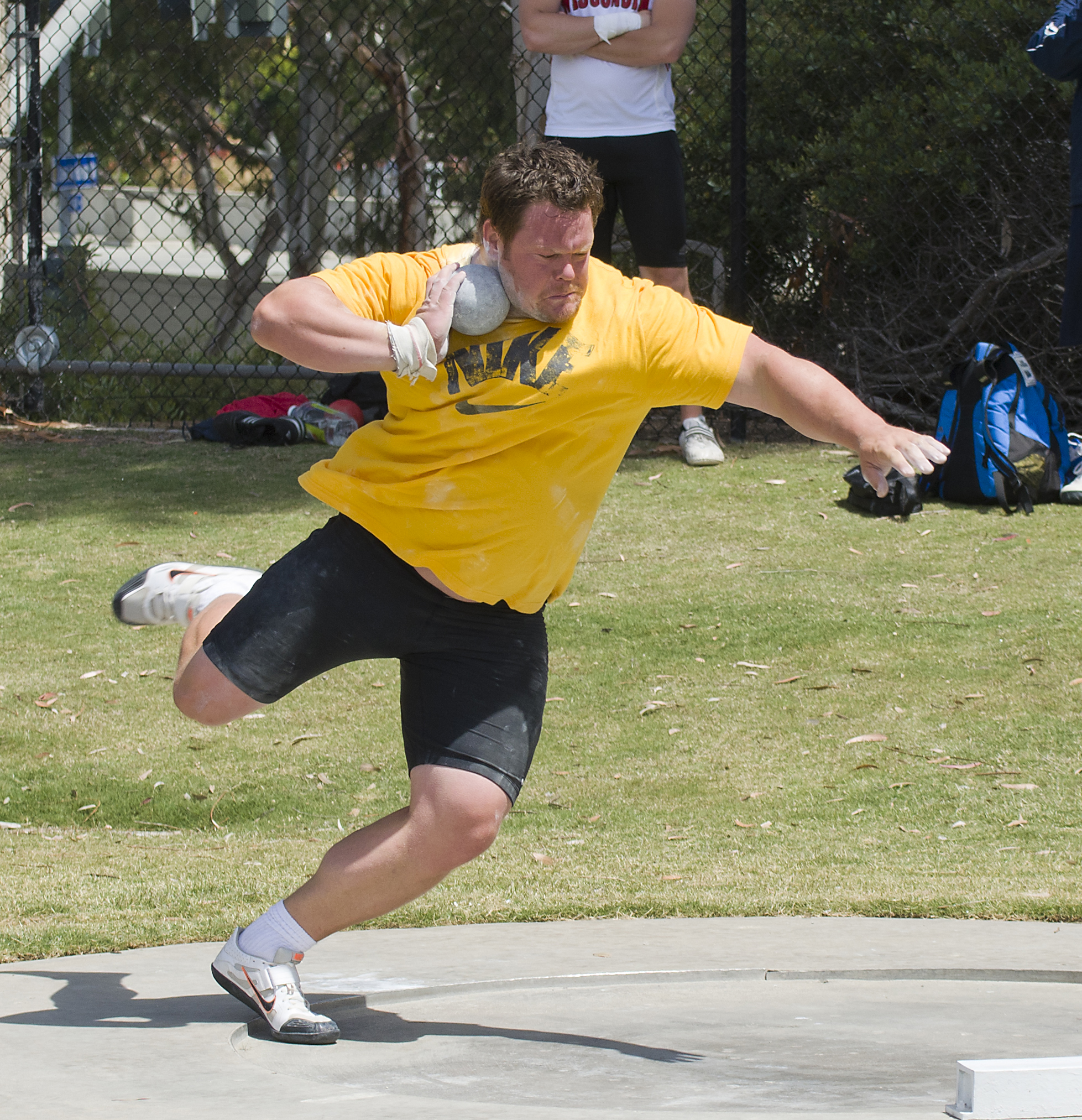
Rang acht für Dylan Armstrong
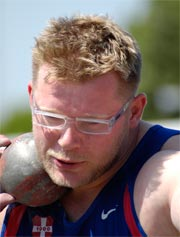
Joachim Olsen blieb im Finale ohne gültigen Versuch
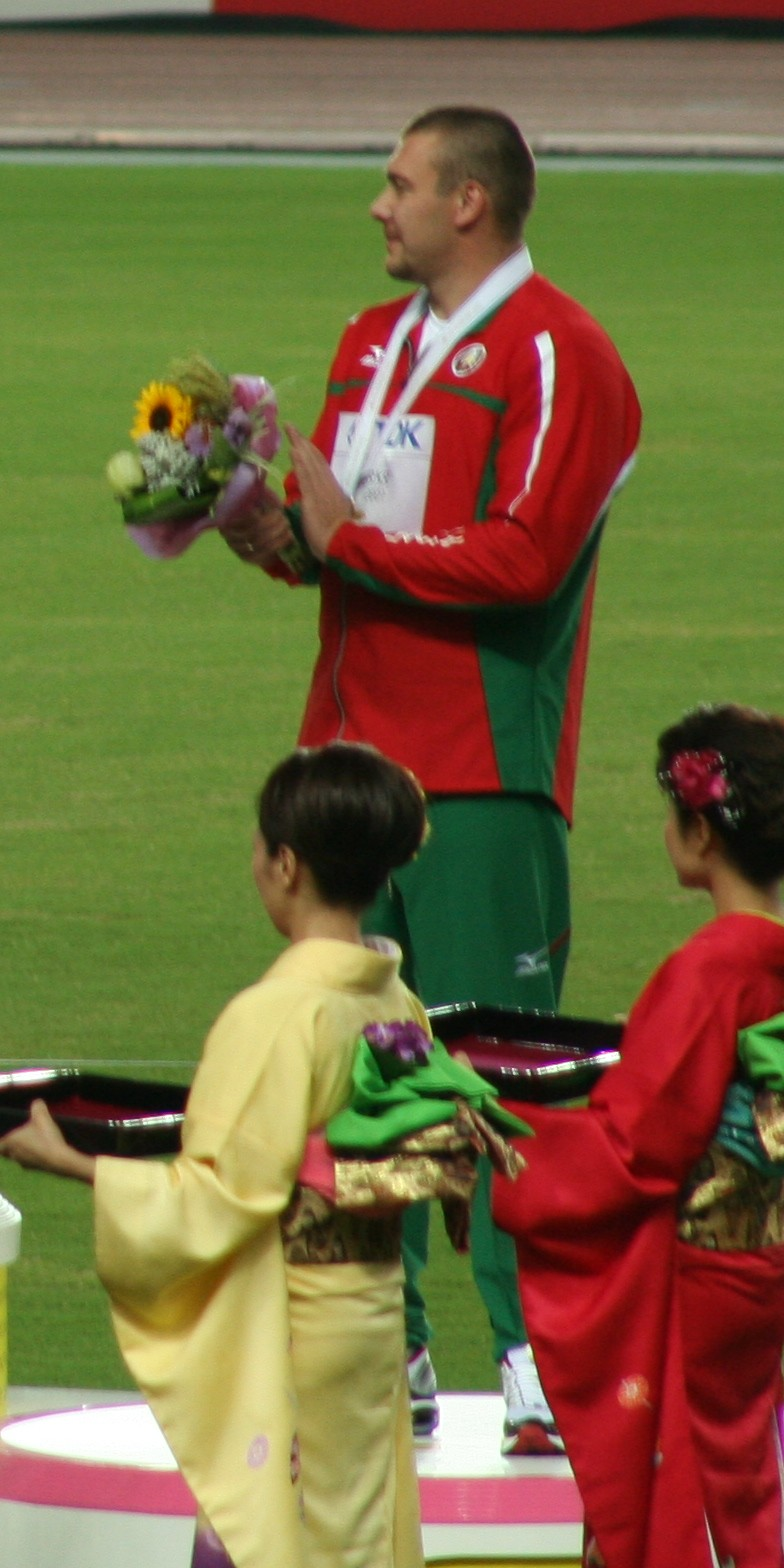
Dopingsünder Andrej Michnewitsch

## Video
- 2007 World Athletics Final Men's Shotput, youtube.com, abgerufen am 28. Oktober 2020